# 1964年東京オリンピックのフランス選手団
1964年東京オリンピックのフランス選手団（1964ねんとうきょうオリンピックのフランスせんしゅだん）は、1964年10月10日から10月24日にかけて日本の首都東京で開催された1964年東京オリンピックのフランス選手団、およびその競技結果。

## 概要
今大会は金メダル1個、銀メダル8個、銅メダル6個の合計15個のメダルを獲得した。

## メダル
| メダル | 選手名                                                                              | 競技   | 種目                      |
| ------ | ----------------------------------------------------------------------------------- | ------ | ------------------------- |
| 銀     | マリボンヌ・デュビュリエ                                                            | 陸上   | 女子800m                  |
| 銀     | クリスティーヌ・キャロン                                                            | 競泳   | 女子100m背泳ぎ            |
| 銅     | ポール・ジュヌヴェ ベルナール・レドブール クロード・ピケマル ジョスリン・デルクール | 陸上   | 男子4×100mリレー          |
| 銅     | ピエール・トランタン                                                                | 自転車 | 男子1000mタイムトライアル |
| 銅     | ダニエル・モレロン                                                                  | 自転車 | 男子スプリント            |